# Associazione Calcio Venezia 1999-2000
Questa voce raccoglie le informazioni riguardanti l'Associazione Calcio Venezia nelle competizioni ufficiali della stagione 1999-2000

## Stagione
Il Venezia nel campionato di Serie A 1999-2000 si classifica al 16º e terz'ultimo posto con 26 punti, retrocedendo in Serie B assieme a Torino, Cagliari e Piacenza. La stagione dei lagunari inizia con l'allenatore Luciano Spalletti, a fine ottobre arriva la sconfitta interna (0-1) con il Bologna, il Venezia è penultimo con 4 punti, e Zamparini esonera il tecnico passando il Venezia nelle mani di Giuseppe Materazzi, il cui interregno dura tre giornate con un punto raccolto, si ritorna allora da Luciano Spalletti. Al termine del girone di andata i veneti hanno 15 punti e stazionano ancora al penultimo posto. Ai primi di febbraio arriva il tracollo con la Roma (5-0), al posto del tecnico toscano arriva Oddo, che ovviamente non riesce a fare miracoli, ma si limita ad accompagnare il Venezia alla retrocessione. In una stagione parca di soddisfazioni, fanno eccezione le vittorie interne contro gli scudettati uscenti del Milan e i futuri campioni d'Italia della Lazio.
Discreto il percorso degli arancioneroverdi nella Coppa Italia dove arriva a disputare il doppio confronto della semifinale. Entra in scena nel secondo turno superando il Pescara, pareggiando (0-0) allo Stadio Adriatico, e vincendo (1-0) nel ritorno in casa, negli ottavi di finale batte l'Udinese vincendo (3-0) al Penzo, e perdendo (2-0) a Udine, nei quarti di finale supera la Fiorentina pareggiando (0-0) in casa e impattando (1-1) a Firenze, quindi viene eliminato in semifinale dalla Lazio perdendo (5-0) a Roma, pareggiando (2-2) nel ritorno al Penzo. In questa 52ª edizione della Coppa Italia si sono introdotte alcune rilevanti novità: il ritorno di una fase preliminare a otto gironi, che non ha riguardato il Venezia, ed il doppio arbitro per ogni incontro dal secondo turno in poi, che anche il Venezia ha sperimentato per la prima volta sul campo nelle partite di Coppa Italia.

## Rosa

Il neoacquisto Hiroshi Nanami, meteora nipponica.

| N. |                                | Ruolo | Calciatore           |
| -- | ------------------------------ | ----- | -------------------- |
| 1  | Italia (bandiera)              | P     | Massimo Taibi        |
| 1  | Austria (bandiera)             | P     | Michael Konsel       |
| 2  | Italia (bandiera)              | D     | Daniele Carnasciali  |
| 3  | Italia (bandiera)              | D     | Alessandro Dal Canto |
| 4  | Italia (bandiera)              | C     | Giuseppe Iachini     |
| 5  | Italia (bandiera)              | D     | Gianluca Luppi       |
| 6  | Italia (bandiera)              | D     | Simone Pavan         |
| 7  | Giappone (bandiera)            | C     | Hiroshi Nanami       |
| 8  | Italia (bandiera)              | C     | Sergio Volpi         |
| 9  | Italia (bandiera)              | A     | Filippo Maniero      |
| 10 | Serbia e Montenegro (bandiera) | C     | Dejan Petković       |
| 10 | Italia (bandiera)              | A     | Maurizio Ganz        |
| 11 | Italia (bandiera)              | C     | Fabian Valtolina     |
| 12 | Italia (bandiera)              | P     | Francesco Benussi    |
| 13 | Croazia (bandiera)             | C     | Tomislav Rukavina    |
| 14 | Italia (bandiera)              | D     | Nicola Marangon      |
| 15 | Italia (bandiera)              | A     | Massimo Borgobello   |
| 15 | Italia (bandiera)              | A     | Ciro Ginestra        |
| 16 | Italia (bandiera)              | D     | Mauro Bianchi        |
| 17 | Italia (bandiera)              | C     | Salvatore Miceli     |
| 18 | Brasile (bandiera)             | D     | Fábio Bilica         |

| N. |                     | Ruolo | Calciatore          |
| -- | ------------------- | ----- | ------------------- |
| 19 | Croazia (bandiera)  | A     | Igor Budan          |
| 20 | Germania (bandiera) | C     | Gerhard Poschner    |
| 20 | Italia (bandiera)   | C     | Pierluigi Orlandini |
| 21 | Norvegia (bandiera) | C     | Runar Berg          |
| 22 | Italia (bandiera)   | P     | Fabrizio Casazza    |
| 23 | Italia (bandiera)   | D     | Emanuele Brioschi   |
| 24 | Italia (bandiera)   | D     | Giuseppe Cardone    |
| 25 | Italia (bandiera)   | A     | Francesco Ciullo    |
| 25 | Austria (bandiera)  | D     | Robert Ibertsberger |
| 26 | Italia (bandiera)   | C     | Francesco Pedone    |
| 27 | Italia (bandiera)   | D     | Stefano Bettarini   |
| 28 | Francia (bandiera)  | D     | Bruno N'Gotty       |
| 29 | Paraguay (bandiera) | D     | Rubén Maldonado     |
| 30 | Italia (bandiera)   | P     | Francesco Bison     |
|    | Italia (bandiera)   | A     | Andrea Soncin       |
|    | Italia (bandiera)   | C     | Marco Cento         |
|    | Italia (bandiera)   | D     | Marco Malagò        |
|    | Italia (bandiera)   | D     | Maurizio Coletto    |
|    | Italia (bandiera)   | D     | Patrizio Balleello  |
|    | Italia (bandiera)   | D     | Nicola Artusi       |
|    | Italia (bandiera)   | P     | Nicola Riato        |

## Risultati

### Serie A

#### Girone di andata
| Arbitro: | Messina (Bergamo) |

|             |           |           |
| Maniero 72’ | Marcatori | 55’ Muzzi |

| Arbitro: | De Santis (Tivoli) |

|                            |           |               |
| Ferrante 65’ Artistico 88’ | Marcatori | 34’ Valtolina |

| Arbitro: | Pellegrino (Barcellona Pozzo di Gotto) |

|              |           |                                    |
| Petkovic 58’ | Marcatori | 38’, 45+2’ Delvecchio 71’ Aleničev |

| Arbitro: | Braschi (Prato) |

|              |           |              |
| Berretta 35’ | Marcatori | 3’ Valtolina |

| Arbitro: | De Santis (Tivoli) |

|                |           |  |
| A. Conte 90+3’ | Marcatori |  |

| Arbitro: | Collina (Viareggio) |

|             |           |  |
| Maniero 46’ | Marcatori |  |

| Arbitro: | P. Rossi (Ciampino) |

|                  |           |             |
| Amoruso 54’, 72’ | Marcatori | 11’ Maniero |

| Arbitro: | Serena (Bassano del Grappa) |

|  |           |                   |
|  | Marcatori | 12’ (aut.) Bilica |

| Arbitro: | Rosetti (Torino) |

|                                     |           |  |
| Bierhoff 55’ Weah 67’ Orlandini 77’ | Marcatori |  |

| Venezia 21 novembre 1999 10ª giornata | Venezia             | 0 – 0 referto | Piacenza | Stadio Pierluigi Penzo\| Arbitro: \| Collina (Viareggio) \| |
| Arbitro:                              | Collina (Viareggio) |               |          |                                                             |

| Arbitro: | Castellani (Verona) |

|                            |           |               |
| C. Lucarelli 61’ Viali 81’ | Marcatori | 24’ Valtolina |

| Arbitro: | Treossi (Forlì) |

|                  |           |  |
| Maniero 56’, 67’ | Marcatori |  |

| Arbitro: | Rodomonti (Teramo) |

|  |           |                             |
|  | Marcatori | 11’ F. Cannavaro 33’ Crespo |

| Arbitro: | Rosetti (Torino) |

|                     |           |  |
| Adailton 55’ (rig.) | Marcatori |  |

| Arbitro: | Farina (Novi Ligure) |

|                      |           |  |
| Ganz 18’ Maniero 56’ | Marcatori |  |

| Arbitro: | Bolognino (Milano) |

|                                                    |           |  |
| Perrotta 27’ Enyinnaya 85’ D. Andersson 90’ (rig.) | Marcatori |  |

| Arbitro: | Treossi (Forlì) |

|                         |           |                 |
| Volpi 12’ Maniero 90+4’ | Marcatori | 45+2’ Batistuta |

#### Girone di ritorno
| Arbitro: | Cassarà (Palermo) |

|                                                    |           |                    |
| Fiore 9’ Sottil 19’ Muzzi 29’, 51’ Jørgensen 90+4’ | Marcatori | 2’ Ganz 41’ Nanami |

| Arbitro: | Bazzoli (Merano) |

|                          |           |                               |
| Ganz 11’ (rig.) Berg 37’ | Marcatori | 90+2’ Grandoni 90+4’ Ferrante |

| Arbitro: | Nucini (Bergamo) |

|                                                                |           |  |
| Candela 9’ Delvecchio 13’, 61’ Montella 41’ N'Gotty 78’ (aut.) | Marcatori |  |

| Arbitro: | Rodomonti (Teramo) |

|                                    |           |  |
| Ganz 47’ (rig.), 56’ Orlandini 89’ | Marcatori |  |

| Arbitro: | Pellegrino (Barcellona Pozzo di Gotto) |

|  |           |                                                   |
|  | Marcatori | 35’ (rig.) Del Piero 79’, 90+1’, 90+5’ F. Inzaghi |

| Arbitro: | Borriello (Mantova) |

|                                      |           |  |
| C. Vieri 41’ Zamorano 53’ Recoba 83’ | Marcatori |  |

| Arbitro: | Rodomonti (Teramo) |

|             |           |                          |
| Maniero 57’ | Marcatori | 32’ Amoruso 73’ Cappioli |

| Arbitro: | Saccani (Mantova) |

|                  |           |          |
| K. Andersson 55’ | Marcatori | 28’ Ganz |

| Arbitro: | Rosetti (Torino) |

|             |           |  |
| Maniero 11’ | Marcatori |  |

| Arbitro: | Bazzoli (Merano) |

|                          |           |                       |
| Gilardino 2’ Piovani 83’ | Marcatori | 5’ Valtolina 12’ Berg |

| Venezia 2 aprile 2000 28ª giornata | Venezia              | 0 – 0 referto | Lecce | Stadio Pierluigi Penzo\| Arbitro: \| Trentalange (Torino) \| |
| Arbitro:                           | Trentalange (Torino) |               |       |                                                              |

| Arbitro: | N. Ayroldi (Molfetta) |

|             |           |  |
| Bogdani 68’ | Marcatori |  |

| Arbitro: | Trentalange (Torino) |

|                               |           |           |
| Crespo 32’, 89’ Di Vaio 90+1’ | Marcatori | 19’ Budan |

| Arbitro: | Nucini (Bergamo) |

|                    |           |                           |
| Budan 12’ Ganz 78’ | Marcatori | 80’ Adailton 86’ Salvetti |

| Arbitro: | Racalbuto (Gallarate) |

|                                                 |           |                       |
| Simeone 39’ S. Inzaghi 45+2’ Maniero 83’ (aut.) | Marcatori | 58’ Pedone 90+3’ Ganz |

| Arbitro: | Pellegrino (Barcellona Pozzo di Gotto) |

|  |           |               |
|  | Marcatori | 78’ Innocenti |

| Arbitro: | P. Rossi (Ciampino) |

|                        |           |  |
| Batistuta 7’, 19’, 83’ | Marcatori |  |

### Coppa Italia

#### Turni preliminari
| Pescara 13 ottobre 1999, ore 20:45 Secondo turno - Andata | Pescara                                 | 0 – 0 | Venezia | Stadio Adriatico (7.000 spett.)\| Arbitri: \| Trentalange (Torino) Tombolini (Ancona) \| |
| Arbitri:                                                  | Trentalange (Torino) Tombolini (Ancona) |       |         |                                                                                          |

| Arbitri: | Farina (Novi Ligure) Serena (Bassano del Grappa) |

|            |           |  |
| Nanami 49’ | Marcatori |  |

#### Fase finale
| Arbitri: | Bazzoli (Merano) Nucini (Bergamo) |

|                               |           |  |
| Petković 12’ Maniero 34’, 48’ | Marcatori |  |

| Arbitri: | Pin (Conegliano) Castellani (Verona) |

|                                    |           |  |
| Zamboni 46’ M. Esposito 83’ (rig.) | Marcatori |  |

| Venezia 18 gennaio 2000, ore 21:00 Quarti di finale - Andata | Venezia                           | 0 – 0 referto | Fiorentina | Stadio Pierluigi Penzo (1.277 spett.)\| Arbitri: \| Rossi (Ciampino) Paparesta (Bari) \| |
| Arbitri:                                                     | Rossi (Ciampino) Paparesta (Bari) |               |            |                                                                                          |

| Arbitri: | Tombolini (Ancona) Racalbuto (Gallarate) |

|           |           |          |
| Adani 63’ | Marcatori | 84’ Berg |

| Arbitri: | Bolognino (Milano) Bonfrisco (Monza) |

|                                                                     |           |  |
| R. Mancini 14’, 24’ Mihajlović 28’ (rig.), 59’ (rig.) Ravanelli 89’ | Marcatori |  |

| Arbitri: | Branzoni (Pavia) Castellani (Verona) |

|                        |           |                    |
| Valtolina 52’ Berg 90’ | Marcatori | 2’, 72’ S. Inzaghi |

## Statistiche

### Statistiche di squadra
| Competizione | Punti | In casa | In casa | In casa | In casa | In casa | In casa | In trasferta | In trasferta | In trasferta | In trasferta | In trasferta | In trasferta | Totale | Totale | Totale | Totale | Totale | Totale | DR  |
| Competizione | Punti | G       | V       | N       | P       | Gf      | Gs      | G            | V            | N            | P            | Gf           | Gs           | G      | V      | N      | P      | Gf     | Gs     | DR  |
| ------------ | ----- | ------- | ------- | ------- | ------- | ------- | ------- | ------------ | ------------ | ------------ | ------------ | ------------ | ------------ | ------ | ------ | ------ | ------ | ------ | ------ | --- |
| Serie A      | 26    | 17      | 6       | 5       | 6       | 18      | 19      | 17           | 0            | 3            | 14           | 12           | 41           | 34     | 6      | 8      | 20     | 30     | 60     | -30 |
| Coppa Italia |       | 4       | 2       | 2       | 0       | 6       | 2       | 4            | 0            | 2            | 2            | 1            | 8            | 8      | 2      | 4      | 2      | 7      | 10     | -3  |
| Totale       |       | 21      | 8       | 7       | 6       | 24      | 21      | 21           | 0            | 5            | 16           | 13           | 49           | 42     | 8      | 12     | 22     | 37     | 70     | -33 |